# Peg Entwistle
Peg Entwistle (5. února 1908 – pravděpodobně 16. září 1932) byla velšská herečka. Narodila se ve městě Port Talbot na jihu Walesu a velkou část svého dětství strávila v Londýně. Později se odstěhovala do New Yorku a žila také v Bostonu. V New Yorku hrála například v Broadwayských divadlech. V dubnu 1927 se provdala za herce Roberta Keitha. Manželství se rozpadlo v květnu 1929. Později se usadila v Los Angeles, kde mimo divadla hrála také ve filmech. Dne 18. září 1932 byla nalezena mrtvá. Jako datum úmrtí bylo policií stanoveno 16. září.